# Plator solanensis
Plator solanensis är en spindelart som beskrevs av Benoy Krishna Tikader och Gajbe 1976. Plator solanensis ingår i släktet Plator och familjen Trochanteriidae. Inga underarter finns listade i Catalogue of Life.